# R/V Nils Strömcrona
R/V Nils Strömcrona var ett svenskt sjömätningsfartyg som byggdes 1983 och ägdes av Sjöfartsverket. Hon var en katamaran med skrov i aluminium, som byggdes på Oskarshamns varv.
R/V Nils Strömcrona har sitt namn efter hydrografen och lotsdirektören Nils Strömcrona, som verkade på slutet av 1600-talet och början av 1700-talet. 
Hon såldes 2011 av Sjöfartsverket för att bli supplyfartyg för vindkraftsutbyggnad till havs under namnet Atlantic Cougar, under Belize-flagg.